# 小行星1759
小行星1759（1759 Kienle）是一颗围绕太阳公转的小行星。1942年9月11日，卡爾·威廉·萊茵姆特在海德堡发现了此天体。
該小行星以德國天體物理學家漢斯·基恩勒（Hans Kienle）命名。
这颗小行星的绝对星等为206.2816867766411等。